# Temple Terrace
Temple Terrace est une ville américaine située dans le comté de Hillsborough en Floride.
La ville doit son nom au tangor, aussi appelé temple orange en anglais.

## Démographie
| 1940 | 1950 | 1960  | 1970  | 1980   | 1990   |
| ---- | ---- | ----- | ----- | ------ | ------ |
| 215  | 433  | 3 812 | 7 347 | 11 097 | 16 444 |

| 2000   | 2010   | - | - | - | - |
| ------ | ------ | - | - | - | - |
| 20 918 | 24 541 | - | - | - | - |

Selon le recensement de 2010, Temple Terrace compte 24 541 habitants. La municipalité s'étend sur 7,11 milles carrés (18,41 km2), dont 6,85 milles carrés (17,74 km2) de terres.